# Bulbine pendens
Bulbine pendens är en grästrädsväxtart som beskrevs av Graham Williamson och Baijnath. Bulbine pendens ingår i släktet bulbiner, och familjen grästrädsväxter. Inga underarter finns listade i Catalogue of Life.